# Ґао Фен (футболіст)
Ґао Фен (кит.: 高峰, нар. 22 квітня 1971, Шеньян) — китайський футболіст, що грав на позиції нападника, зокрема за клуби «Бейцзін Гоань» та «Чунцін Лунсінь», а також за національну збірну Китаю.

## Клубна кар'єра
У дорослому футболі дебютував 1992 року виступами за команду «Бейцзін» (з 1994 року — «Бейцзін Гоань»), в якій провів п'ять сезонів.  Більшість часу, проведеного у складі «Бейцзін Гоань», був основним гравцем атакувальної ланки команди. 1993 року ставав найкращим бомбардиром китайської футбольної першості, а 1996 року допоміг команді виграти Кубок Китаю.
1997 року перейшов до «Чунцін Лунсінь». Відіграв за чунцінську команду три сезони своєї ігрової кар'єри. Граючи у складі «Чунцін Лунсінь» також здебільшого виходив на поле в основному складі команди. В новому клубі був серед найкращих голеодорів, відзначаючись забитим голом в середньому щонайменше у кожній третій грі чемпіонату.
Протягом 2000 року захищав кольори клубу «Шеньян Хайши», в завершував ігрову кар'єру у команді «Тяньцзінь Теда», за яку виступав протягом 2001—2002 років.

## Виступи за збірну
1994 року дебютував в офіційних матчах у складі національної збірної Китаю.
У складі збірної був учасником кубка Азії з футболу 1996 року в ОАЕ.
Загалом протягом кар'єри в національній команді, яка тривала 4 роки, провів у її формі 32 матчі, забивши 8 голів.

## Титули і досягнення
- Володар Кубка Китаю (1):

«Бейцзін Гоань»: 1996